# Kleiner Mann – was nun?
Kleiner Mann – was nun? (ursprünglich geplanter Titel Der Pumm) ist ein Roman von Hans Fallada, der 1932 im Rowohlt Verlag veröffentlicht wurde. In der Urfassung des Autors, ohne die bereits bei der Erstausgabe vorgenommenen Kürzungen, erschien das Werk erst 2016 im Aufbau-Verlag. Der Roman wurde zum Bestseller und Longseller, er erlebte 45 Auflagen und 20 Auslandsausgaben.

## Erstveröffentlichung
Der Roman erschien vom 20. April bis 10. Juni 1932 als Vorabdruck in einer bearbeiteten Fassung in der Vossischen Zeitung des Ullstein Verlags, der Anteilseigner des 1931 fallierten Rowohlt-Verlags war. Am Tag der Veröffentlichung des letzten Abschnitts der Serie wurde das Buch zum Verkauf angeboten. Der Erfolg des Buches war ein wichtiger Faktor der Sanierung des Rowohlt-Verlags. Illustrator des Umschlags und Einbands der Erstausgabe war George Grosz. Die Vorderseite des Umschlags zeigte Falladas Frau Anna, Vorbild der Figur Lämmchen. Die Zeichnungen stießen auf Ablehnung von Lesern, Handel und Verleger. Die fünfte Auflage erschien ohne die Illustrationen.

## Historischer Hintergrund
Der Roman erschien in der Zeit der seit 1929 anhaltenden Weltwirtschaftskrise. Die Krise brachte weltweit Elend und Armut mit sich und sorgte vielfach für einen rapiden Anstieg der Arbeitslosigkeit. Fallada schildert das Schicksal eines „kleinen Mannes“ und seiner Frau während der Weimarer Republik.
Fallada beschreibt detailliert die Lebensumstände eines Angestellten der damaligen Zeit, indem er unter anderem darstellt, wofür die Eheleute das ihnen zur Verfügung stehende Geld ausgeben (sie stellen einen „Normal-Etat“ auf). Außerdem schildert er die damalige Rechtslage bezüglich des Arbeitsrechtes (Gewerkschaften, Betriebsrat, Kündigung) sowie das mit den Notverordnungen immer wieder geänderte Sozialrecht (Arbeitslosen- und Krisenunterstützung).
Fallada brachte dieser Roman – der der Neuen Sachlichkeit zuzurechnen ist – den Durchbruch als Schriftsteller. Wesentlich unterstützt wurde er von seinem Verleger Ernst Rowohlt, der ihm eine Halbtagsbeschäftigung in seinem Verlag verschafft hatte, so dass er ohne finanzielle Sorgen an dem Roman arbeiten konnte.
Nach der Machtergreifung der Nationalsozialisten blieb der Roman weiterhin erhältlich (1935: 116.–145. Tausend; 1941: 179.–188. Tausend), allerdings in einer von Fallada geänderten Fassung, in der er zum Beispiel einen SA-Mann, der mit seinen Kumpanen regelmäßig in Schlägereien mit politischen Gegnern verwickelt ist, in einen prügelfreudigen Fußballtorwart ohne politische Bindungen verwandelt.

## Inhaltsangabe
Hans Fallada fasste den Inhalt selbst in einem Brief an seinen Verleger Ernst Rowohlt zusammen:

„Ehe und Wehe von Johannes Pinneberg, Angestellter, verliert seine Stellung, bekommt eine Stellung, wird endgültig arbeitslos. Einer von sechs Millionen, ein Garnichts, und was der Garnichts fühlt, denkt und erlebt.“

Die Handlung spielt von 1930 bis 1932. Zu Beginn des ersten Kapitels erfahren der Buchhalter Johannes Pinneberg und seine Freundin, die Verkäuferin Emma „Lämmchen“ Mörschel, dass sie im zweiten Monat schwanger ist. Nach der kurzentschlossenen Heirat der beiden Verliebten kündigt sich eine glückliche Ehe an, wenn auch in bescheidenen Verhältnissen. Kurz nach dem Einzug in die gemeinsame Wohnung in der kleinen norddeutschen Stadt Ducherow wird Pinneberg jedoch aufgrund einer Intrige der Frau seines Arbeitgebers, die ihn mit ihrer Tochter verkuppeln wollte, entlassen und muss sich im Deutschland der Weltwirtschaftskrise eine neue Arbeitsstelle suchen.
Rettung kommt von Pinnebergs ungeliebter Mutter Mia, einer Lebedame aus Berlin, deren Freund Jachmann Pinneberg eine Stellung als Herrenbekleidungs-Verkäufer im Warenhaus Mandel in Berlin verschafft. Pinneberg und seine Frau ziehen nach Berlin. Sie wohnen erst bei Pinnebergs Mutter, dann in zwei Zimmern in Moabit, die ihnen der Tischlermeister Puttbreese illegal vermietet. Im Warenhaus steht Pinneberg nach kurzer Zeit unter Druck, weil der Unternehmensberater Spannfuß eine Pflicht-Verkaufsquote verlangt, was zu Mauscheleien und Konkurrenzkämpfen unter den Verkäufern führt. Pinnebergs Kollege und Freund Joachim Heilbutt kann aber immer wieder helfend eingreifen, bis ihm wegen seiner Zugehörigkeit zu einem Freikörperkulturverein gekündigt wird.
Als der Sohn Horst, genannt Murkel, im März 1931 auf die Welt kommt, ist das Geld wieder einmal knapp, zumal der Antrag auf Wochen- und Stillgeld von der Krankenkasse „nach Dienstvorschrift“ bearbeitet wird. Nach nur einem Jahr endet für Pinneberg die Tätigkeit im Warenhaus Mandel: Als er eines Morgens zu spät zur Arbeit kommt, weil Murkel in der Nacht den ersten Zahn bekommen hat, wird er verwarnt. Er ist außerdem mit seiner Verkaufsquote im Rückstand. Als der Filmschauspieler Schlüter, der Pinneberg im Kino als Darsteller eines „kleinen Mannes“ beeindruckt hatte, in den Laden kommt, dutzende Bekleidungsstücke anprobiert und am Ende doch nichts kaufen möchte, fleht ihn Pinneberg an, etwas zu kaufen, um seine Quote erfüllen zu können. Er rechnet mit Verständnis seitens des Stars, doch Schlüter beschwert sich über den „aufdringlichen“ Verkäufer, was zum Anlass genommen wird, ihm zu kündigen. Später stellt sich außerdem heraus, dass ein missgünstiger Kollege Pinneberg als angeblichen Nationalsozialisten bei der jüdischen Geschäftsführung angeschwärzt hatte.
Im November 1932 lebt die Kleinfamilie in Heilbutts Gartenlaube, etwa 40 Kilometer östlich von Berlin. Obwohl Pinneberg seit 14 Monaten arbeitslos ist, verbietet ihm Lämmchen, die ebenfalls illegalerweise überwinternden Laubenpieper-Nachbarn bei deren Brennholzdiebstählen zu begleiten. Stattdessen treibt er ausstehenden Lohn für seine Frau ein, die mit Näharbeiten bei Privatleuten etwas hinzu verdient. Eine Fahrt nach Berlin, um die Arbeitslosenunterstützung abzuholen, endet in einem Fiasko. Gedemütigt durch einen Berliner Schutzpolizisten, der ihn als „Gesindel“ von den Schaufenstern der Kaufhäuser in der Friedrichstraße verjagt hat, steht er kurz davor, jede Selbstachtung zu verlieren, und traut sich demzufolge kaum, seiner Frau unter die Augen zu treten. Pinneberg und Lämmchen gelingt es aber dennoch, ihre Liebe nicht zu verlieren, und sie halten an ihr fest, weil nur sie wirklich wichtig ist. Der letzte Satz des Romans verdeutlicht dies: „Es ist das alte Glück, es ist die alte Liebe […] Und dann gehen sie beide ins Haus, in dem der Murkel schläft.“

## Titel
Der Titel des Romans Kleiner Mann – was nun? wurde zu einem Markenzeichen für Falladas Werk. Der Autor galt bald als „Dichter des kleinen Mannes“. Auch über Falladas Werk hinaus wurde der Titel zu einem geflügelten Wort. Laut der Herausgeber von Ernst Blochs Briefen kennzeichnet es „die Passivität, Beschränktheit und politische Orientierungslosigkeit des Kleinbürgertums“. Nach der englischen Übersetzung des Romantitels Little Man, What Now? benannte Morrissey einen 1988 veröffentlichten Song.

## Textveränderungen und Neuauflage
Die Textausgabe für die Vossische Zeitung wurde aus Rücksicht auf das bürgerliche Publikum um Stellen bereinigt, die sich auf den Rassismus des Nationalsozialismus bezogen oder auf sexuell freizügige Darstellungen. 1934 wurde die Buchausgabe auf acht Seiten politisch angepasst: Hauptänderung war die Verwandlung des Nazis Lauterbach in einen Fußballer.

Die rekonstruierte Urtextausgabe ist um ein Viertel länger als die Ausgabe von 1932 und enthält viele Passagen zum zeitgenössischen Berlin mit seinem Nachtleben und den Subkulturen.  Die politische Thematik der Zeit wird ausführlich behandelt.
Die Botschaft des Werks ist immer noch die gleiche – doch ansonsten hat sich laut Gansel viel verändert. So fänden sich bei allen Figuren Vertiefungen, es entstehe ein „viel authentischeres Bild der End-20er“, sagte er. Fallada habe seinen Figuren in der Originalversion zudem politische Positionen in den Mund gelegt, die alle ins linke Lager tendierten – so sympathisiere Lämmchen deutlich mit den Kommunisten. Auch hier setzte der Verlag ehemals den Rotstift an.

## Ausgaben (Auswahl)
- Kleiner Mann – was nun? Roman. Rowohlt, Berlin 1932 (Erstausgabe).
- Kleiner Mann – was nun? Roman. Rowohlt, Hamburg 1950; 66. A. 2016, ISBN 978-3-499-10001-7 (= rororo Taschenbuch Nr. 1).
- Kleiner Mann – was nun? Roman. Aufbau-Taschenbuch, Berlin 2011, ISBN 978-3-7466-2676-5
- Kleiner Mann – was nun? Roman. Erstmals in der Originalfassung. Aufbau, Berlin 2016, ISBN 978-3-351-03641-6

## Verfilmungen
- Kleiner Mann – was nun? (D, 1933), unter der Regie von Fritz Wendhausen, mit Hermann Thimig, Hertha Thiele, Viktor de Kowa, Ida Wüst, Paul Henckels, Theo Lingen u. a.
- Little Man, What Now? (USA, 1934), unter der Regie von Frank Borzage, mit Margaret Sullavan, Douglass Montgomery, Alan Hale senior, Catherine Doucet u. a.
- Kleiner Mann – was nun? (TV-DDR, 1967), unter der Regie von Hans-Joachim Kasprzik, mit Arno Wyzniewski, Jutta Hoffmann, Wolf Kaiser, Inge Keller, Rolf Ludwig u. a.
  - Erstausstrahlung DDR: 16. Dezember 1967
  - Erstausstrahlung BRD: 21. / 22. November 1970 (Teil 1 und 2)
- Kleiner Mann – was nun? (TV-D, 1973), unter der Regie von Peter Zadek, mit Heinrich Giskes, Hannelore Hoger, Klaus Höhne, Brigitte Mira, Karl-Heinz Vosgerau u. a.

## Audio
- Kleiner Mann – was nun? Hörspiel. Norddeutscher Rundfunk, 2010, Bearbeitung und Regie von Irene Schuck, mit Astrid Meyerfeldt, Wolfgang Pregler, Hedi Kriegeskotte, Jens Wawrczeck, Nico Holonics, Laura Maire, Matthias Brandt u. a., veröffentlicht bei Der Audio Verlag (DAV), Berlin 2010, ISBN 978-3-89813-969-4 (CD, 74 Min.), Wiederveröffentlichung bei OSTERWOLD audio / Hörbuch Hamburg 2016, ISBN 978-3-86952-313-2 (CD, 74 Min.)
- Kleiner Mann – was nun? Gelesen von Jutta Hoffmann. Der Audio Verlag (DAV), Berlin 2009, ISBN 978-3-89813-846-8 (Lesung, 4 CDs, 315 Min.)
- Kleiner Mann – was nun? Ungekürztes Hörbuch. Gesprochen von Frank Arnold. Audible 2016

## Inszenierungen
- 1972 Schauspielhaus Bochum, Bearbeitung für die Bühne: Tankred Dorst, Regie: Peter Zadek, mit Rosel Zech, Hannelore Hoger, Heinrich Giskes, Tana Schanzara, Wolfgang Feige
- 1987 Freie Volksbühne Berlin, Bearbeitung für die Bühne: Tankred Dorst und Peter Zadek, Regie: Rudolf Koloc, mit Dietmar Terne, Martina Block, Hildegard Alex, Günter Junghans, Susanne Düllmann, Doris Otto-Franke, Florian Martens, Hartmut Schreier, Dietmar Burkhard
- 2009 Münchner Kammerspiele, Regie: Luk Perceval. Das Bühnenbild versetzt mit einem teils mitspielenden Orchestrion und Projektionen des Films Berlin: Die Sinfonie der Großstadt das Geschehen ans Ende der 1920er Jahre. Uraufführung des über vierstündigen Stücks war am 25. April 2009. Die Inszenierung wurde zum Berliner Theatertreffen 2010 eingeladen[11].
- Am Staatsschauspiel Dresden hatte die Bühnenbearbeitung von Barbara Bürk am 8. Januar 2011 Premiere.[12]
- Das Thalia Theater Halle brachte den Roman in einer Bühnenfassung von Katka Schroth (Premiere war am 13. Oktober 2011) zur Aufführung.[13]
- Das Schauspiel Frankfurt brachte den Roman am 12. Januar 2013 in der Regie von Michael Thalheimer zur Aufführung.[14]
- Das Theater Bremen brachte den Roman am 27. Februar 2014 in der Regie von Klaus Schumacher zur Aufführung.[15]
- Am Theater Augsburg feierte das Stück in einer Inszenierung von Anne Lenk am 3. Mai 2015 Premiere.[16]
- Am Maxim-Gorki-Theater in Berlin hatte die Bühnenbearbeitung von Hakan Savaş Mican am 15. Januar 2016 Premiere.[17]
- Am Theater Baden-Baden hatte die Bühnenbearbeitung von Harald Fuhrmann am 20. Mai 2016 Premiere.[18]
- Am Meininger Staatstheater hatte die Bühnenbearbeitung von Tankred Dorst und Peter Zadek am 27. September 2017 Premiere.[19]
- In der Tuchfabrik Trier hatte die Bühnenbearbeitung von Tankred Dorst, in einer Inszenierung von Karsten Müller, am 9. November 2017 Premiere.[20]
- Am Düsseldorfer Schauspielhaus hatte die Bühnenbearbeitung von Tilmann Köhler und Felicitas Zürcher am 8. Oktober 2021 Premiere. Mitwirkende: André Kaczmarczyk, Lea Ruckpaul, Sebastian Tessenow.[21]
- Am Erlanger Markgrafentheater Premiere einer Bühnenbearbeitung von Sibylle Baschung und Michael Thalheimer: 20. Januar 2023. Mitwirkende u. a.: Thomas Krupa, Johannes Rebers und Alina Valerie Weinert[22]

## Adaptionen
- Tankred Dorst, Peter Zadek: Kleiner Mann – was nun? Eine Revue. Text z. B. Suhrkamp, Frankfurt 1991 ISBN 3-518-36627-0 (zuvor häufige Aufl.). Musikalische Leitung der Bochumer Aufführungen: Erwin Bootz.
- Rezension: Volker Canaris: Ein Volkstheater? in Theater heute H. 11, 1972; wieder in: Spectaculum 18, 1973 S. 339–342